# Мухи-серебрянки
Мухи-серебрянки, или серебрянки, или тлёвые мухи (лат. Chamaemyiidae), — семейство двукрылых насекомых из надсемейства Lauxanioidea инфраотряда круглошовных мух.

## Описание
Мелкого размера мухи, основная окраска серебристо-серая (отсюда их название), брюшко может быть с тёмными пятнами (иногда всё тело чёрное); длина 2—5 мм. Лоб широкий. Личинки хищники на тлях и червецах. Имаго питаются сладкими выделениями жертв своих личинок. Некоторые виды рода Paraleucopis из Северной Америки питаются выделениями слезных желез позвоночных (лакрифагия), включая человека.

## Классификация
В составе семейства 351 видов и 24 рода. 
- Подсемейство Chamaemyiinae Hendel, 1910
  - Acrometopia Schiner, 1862[7]
  - Anochthiphila Tanasijtshuk, 1996[7]
  - Chaetoleucopis Malloch, 1932[7]
  - Chamaemyia Meigen, 1803 typus
  - Leucochthiphila Tanasijtshuk, 1996[7]
  - Melametopia Tanasijtshuk, 1992
  - Parochthiphila Czerny, 1904
  - Pseudoleucopis Malloch, 1925[7]
  - Pseudodinia Coquillett, 1902
- Подсемейство Leucopiniae Hendel, 1928
  - Anchioleucopis Tanasijtshuk, 1997
  - Chamaeleucopis Gaimari, 2012[8]
  - Echinoleucopis Gaimari & Tanasijtshuk, 2001[9]
  - Leucopis Meigen, 1830[7]
  - Leucopomyia Malloch, 1921
  - Lipoleucopis de Meijere, 1928
  - Neoleucopis Malloch, 1921
- Подсемейство Cremifaniinae McAlpine, 1963
  - Cremifania Czerny, 1904
  - † Procremifania Hennig, 1965[10]

В России около 60 видов и 8 родов.

## Палеонтология
В ископаемом состоянии известен один вид Procremifania electrica Hennig, 1965, обнаруженный в Дании в инклюзах эоценового балтийского янтаря, возраст которого составляет 37,2—33,9 млн лет